# Skylab 2
Skylab 2 (SL-2) fu il primo equipaggio della stazione spaziale degli Stati Uniti d'America Skylab. Il laboratorio spaziale era stato danneggiato durante la fase di lancio dello stesso. Per questo motivo la missione venne quasi esclusivamente eseguita per effettuare lavori di riparazione dei danni della stazione spaziale. Rimanendo nello spazio per quattro settimane venne raggiunto un nuovo record di lunga permanenza in orbita.

## L'equipaggio
Verso la fine del programma Apollo eseguito per portare l'uomo sulla Luna, la NASA il 19 gennaio 1972 annunciò ufficialmente i tre equipaggi per la stazione spaziale programmata: lo Skylab. Venne nominato comandante del primo equipaggio il veterano Charles Conrad,  che ha già volato nello spazio con Gemini 5, Gemini 11 e terzo uomo in assoluto a porre il piede sulla Luna durante la missione dell'Apollo 12. Con questa sua quarta missione raggiunse la quota precedentemente ottenuta dagli astronauti John Young e James A. Lovell.
Pilota venne nominato Paul J. Weitz un astronauta privo di precedenti esperienze nello spazio. Lo stesso valeva per l'astronauta-scienziato della missione Joseph Kerwin che completò l'equipaggio.
Comandante dell'equipaggio di riserva venne nominato Russell L. Schweickart, già volato nello spazio con l'Apollo 9. Il pilota Bruce McCandless e lo scienziato Story Musgrave invece erano novellini. Musgrave era il primo astronauta del sesto gruppo scelto dalla NASA ad essere ufficialmente nominato per un equipaggio di una missione.
Dell'equipaggio di supporto (Support Crew) fecero parte Robert Crippen, Richard Truly, Henry Hartsfield e William E. Thornton.
La missione venne condotta ufficialmente sotto la denominazione di Skylab 2, anche se spesso viene nominata come Skylab 1 (come per esempio indicato sullo stemma della missione), in quanto si trattò del primo equipaggio della stazione spaziale stessa.

## La preparazione
Sin dal volo dell'Apollo 7 eseguito ad ottobre del 1968 non erano più stati eseguiti lanci del razzo vettore Saturn IB. La rampa di lancio utilizzata non poteva più essere adoperata, tanto che per il lancio degli equipaggi dello Skylab si dovette modificare una rampa già esistente presso il centro di Cape Canaveral. Per testare i sistemi di alimentazione della rampa numerata in LC-39B (Launch Complex 39B), il razzo completamente assemblato (comunque con una capsula spaziale finta montata in punta allo stesso) a gennaio del 1973 venne trasportato verso la predetta rampa di lancio. Dopo aver controllato, che i vari ponti di fissaggio e collegamento erano stati posizionati in maniera corretta, nonché era stato eseguito con successo un rifornimento di carburante del razzo stesso, il razzo venne riportato nell'apposito edificio di montaggio, dove venne assemblato con la capsula spaziale dell'Apollo. Il montaggio della stessa venne eseguito il 21 febbraio.
Originariamente il lancio del razzo era stato programmato per il 15 maggio cioè un giorno dopo che il laboratorio spaziale, lo Skylab 1, fosse stato portato nell'orbita intorno alla Terra. Siccome il laboratorio era stato danneggiato durante il lancio, la missione Skylab 2 dovette essere spostata sino a quando non fosse stato completamente chiarita l'entità dei danni intercorsi, nonché le possibilità di riparazione degli stessi nello spazio.
Si scoprì che evidentemente uno scudo termico ed un pannello solare si erano staccati dalla stazione spaziale stessa. Inoltre un pannello solare ancora intatto non poté essere estratto dal suo deposito. Entro brevissimo tempo vennero programmati i lavori di riparazione. Per simularli sotto l'effetto dell'assenza di forza di gravità, l'equipaggio eseguì molteplici esercitazioni in un'apposita vasca d'acqua. Contemporaneamente il centro di controllo di volo tentò di tutto per mantenere il controllo sulla temperatura del veicolo spaziale, nonché sull'alimentazione con energia elettrica dello stesso.

## La missione
Con dieci giorni di ritardo, lo Skylab 2 venne lanciato il 25 maggio 1973. La rampa di lancio nuova, sulla quale il razzo vettore relativamente piccolo era stato posizionato, funzionò a perfezione.
Dopo dieci minuti, la capsula spaziale dell'Apollo, che non aveva un proprio codice identificativo, aveva raggiunto la traiettoria d'orbita intorno alla Terra. Dopo cinque orbite, si poté eseguire la manovra rendezvous con la stazione spaziale. Durante questa, gli astronauti girarono molto lentamente intorno allo Skylab, per verificare accuratamente i danni subiti. Contemporaneamente vennero trasmesse delle immagini televisive verso la Terra che ovviamente potevano dare ulteriori indicazioni sull'entità dei danni. Come previsto si dovette constatare che la maggior parte di un apposito scudo termico mancava completamente. Lo stesso valeva per un pannello solare mentre un ulteriore pannello si era solamente incastrato durante la fase di estrazione.
A questo punto, l'astronauta Weitz, mentre si trovava in piedi nell'abbaino aperto della capsula dell'Apollo (cioè eseguendo una cosiddetta Stand Up-EVA tentò di estrarre il pannello dall'incastramento. Kerwin reggeva l'astronauta trattenendolo alle sue gambe, mentre Conrad tentava di manovrare il più lentamente possibile la capsula dell'Apollo. La manovra alquanto spavalda comunque non riuscì.
Solo il giorno successivo, gli astronauti passarono dalla capsula alla stazione spaziale, surriscaldata a causa della mancanza dello scudo termico. L'equipaggio fu comunque in grado di aprire una vela protettiva solare e di posizionarla all'esterno del laboratorio, in modo da far ben presto diminuire il calore entro un limite sopportabile per l'equipaggio. L'elaborazione e la produzione di questa vela protettiva era stata eseguita entro il brevissimo tempo di sette giorni.
Il 7 giugno Conrad e Kerwin eseguirono un'attività extraveicolare per finalmente togliere il pannello solare dal suo incastramento. Tale impresa comportò un notevole impegno da parte degli astronauti, ma infine riuscì perfettamente. Da questo momento lo Skylab fu finalmente completamente funzionante.
Durante le rimanenti due settimane l'equipaggio eseguì molteplici esperimenti di carattere scientifico. Un'ulteriore attività extraveicolare, per cambiare la pellicola dell'osservatorio solare, venne eseguita da Conrad e Weitz il 13 giugno.
Il 22 giugno l'equipaggio fece ritorno nella capsula dell'Apollo per fare rientro a terra. Lo Skylab rimarrà in orbita privo di equipaggio per circa un mese.
Dopo l'atterraggio nelle acque dell'Oceano Pacifico nei pressi della costa degli Stati Uniti d'America, l'equipaggio dello Skylab, rimasto a bordo della capsula dell'Apollo, venne portato assieme alla stessa a bordo della portaerei USS Ticonderoga. Al termine delle missioni verso la Luna, la maggior parte degli equipaggi avevano lasciato la loro capsula per passare prima su di un gommone ed essere recuperati da questo mediante un apposito elicottero. Siccome non fu chiaro quale effetto l'esposizione all'assenza di forza di gravità per un periodo prolungato avesse avuto, per i voli dello Skylab non venne più eseguito questo metodo bensì il recupero della capsula completa di equipaggio.

## Importanza per il programma Skylab

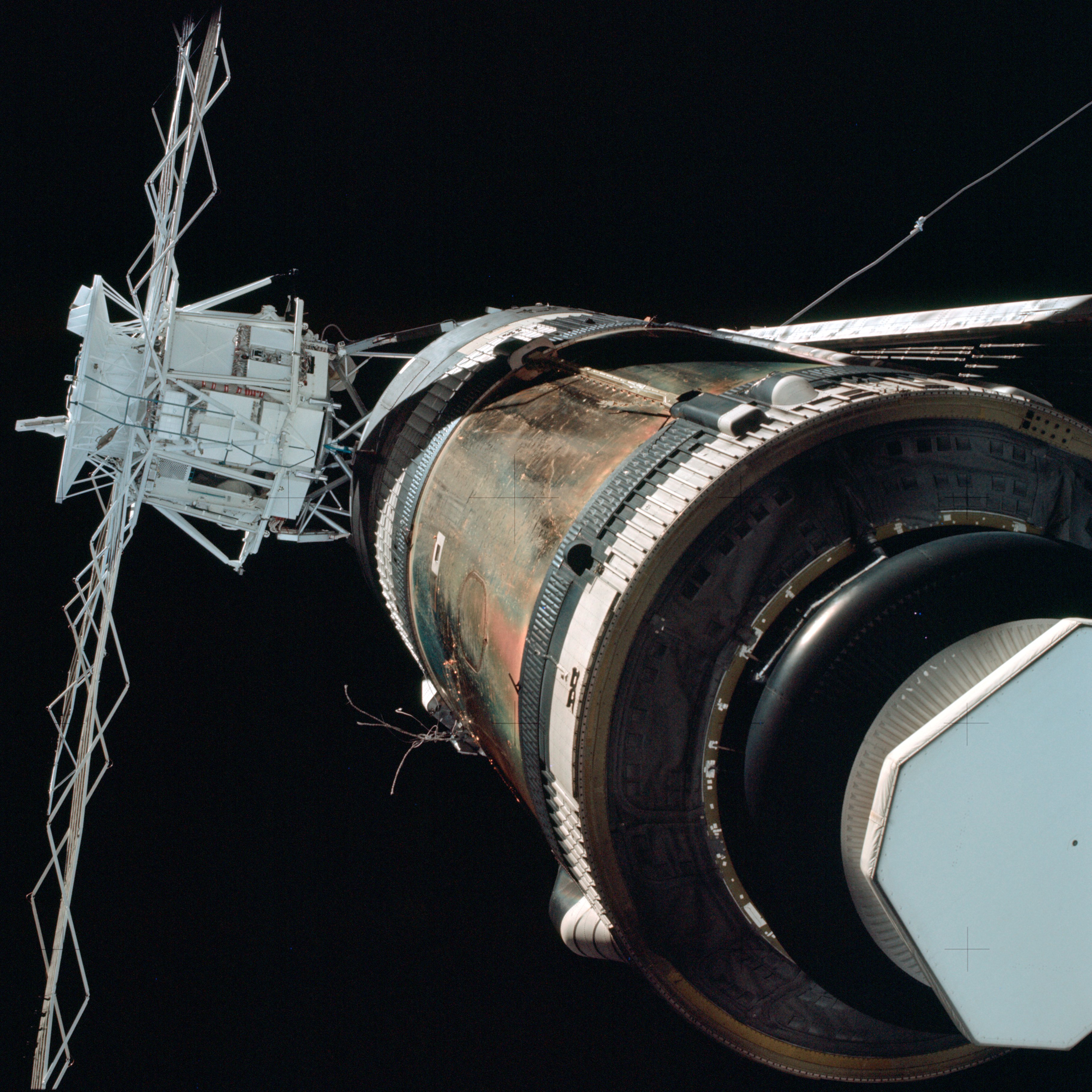
Lo Skylab visto dalla capsula dell'Apollo

Questa missione fu un importante passo per l'esplorazione spaziale umana. Una ennesima volta infatti era stato dimostrato in maniera impressionante che l'uomo era in grado di superare avvenimenti negativi improvvisi. Infatti senza l'intervento umano, la stazione spaziale sarebbe stata persa nel corso di pochi giorni.
Grazie alla riparazione dei danni eseguita dagli astronauti, gli stessi poterono rimanere, vivere e lavorare per ben quattro settimane a bordo della stazione spaziale. I sistemi di bordo e l'equipaggiamento si erano dimostrati, nella maggior parte dei casi, come molto pratici ed utili.
Un ulteriore, ma non meno importante risultato, fu il fatto che gli astronauti non dimostrarono particolari problemi dopo essere stati esposti per quattro settimane allo stato di assenza di forza di gravità. I risultati portarono alla conclusione che non ci fossero assolutamente controindicazioni per una permanenza prolungata di una successiva missione.
Anche dal punto di vista scientifico la missione poté essere considerata un successo. Anche se tutti gli esperimenti non poterono essere eseguiti come programmato, a causa dei lavori di riparazione che avevano impegnato una gran parte del tempo disponibile, il numero di dati e risultati trasmessi al termine della missione poté essere considerato ampiamente soddisfacente. Gli esperimenti medici vennero eseguiti quasi completamente, le osservazioni solari per circa l'80% e le osservazioni terrestri per circa il 60% dei programmi.
Anche la capsula spaziale dell'Apollo si era dimostrata completamente affidabile. La pausa di circa quattro settimane tra il volo di andata ed il volo di ritorno non aveva assolutamente influito sul rendimento della capsula stessa.
Per gli Stati Uniti la permanenza nello spazio dello Skylab 2, durata 28 giorni, significò anche che il precedente record di permanenza raggiunto dalla Sojuz 11 a giugno del 1971 con 23 giorni era stato superato. Dunque anche in questa classifica gli Stati Uniti erano riusciti a superare l'Unione Sovietica. Contemporaneamente Charles Conrad raggiunse con un totale di 49 giorni di permanenza nello spazio un ulteriore record a favore degli americani. Nessun astronauta o cosmonauta aveva raggiunto questa quota.
Tutti questi record comunque verranno superati durante la successiva missione Skylab 3.

## Letteratura
I seguenti libri pubblicati dalla NASA (tutti in lingua inglese) possono essere consultati online:
- Skylab, Our First Space Station, su history.nasa.gov.
- Living and Working in Space: A History of Skylab, su history.nasa.gov.
- Skylab's Astronomy and Space Sciences, su history.nasa.gov. URL consultato il 20 dicembre 2005 (archiviato dall'url originale il 24 maggio 2011).
- A New Sun: The Solar Results from Skylab, su history.nasa.gov.
- Skylab, Classroom in Space (descrive i 25 esperimenti scientifici, progettati da studenti)

Inoltre, sulle pagine del History Office della NASA:
- Skylab: A Chronology (una cronologia), su history.nasa.gov.
- Skylab: A Guidebook (un libro d'istruzione), su history.nasa.gov.
- NASA Investigation Board Report on the Initial Flight Anomalies of Skylab 1 (relazione finale delle anomalie di volo iniziali dello Skylab 1), su history.nasa.gov.